# Drapetes sulcatus
Drapetes sulcatus là một loài bọ cánh cứng trong họ Elateridae. Loài này được Rost miêu tả khoa học năm 1892.